# Ешебюттель
Ешебюттель (нім. Oeschebüttel) — громада в Німеччині, розташована в землі Шлезвіг-Гольштейн. Входить до складу району Штайнбург. Складова частина об'єднання громад Келлінгузен.
Площа — 5,48 км2. Населення становить 180 ос. (станом на 31 грудня 2020).